# Titicacasjön
Titicacasjön är Sydamerikas största sjö, belägen på gränsen mellan Peru och Bolivia. Sjöns yta är 8 288 kvadratkilometer, dess största längd 192 kilometer och största bredd 50 kilometer. Titicacasjön ligger på 3 812 meters höjd över havet och är därmed världens högst belägna sjö med reguljär båttrafik.

## Geografi
Sjön kan delas in i tre delar:
- Huvudsjön, som har ett medeldjup på 100 meter och maxdjup på 270 meter.

- Punoviken, belägen i nordvästra Peru, som är förbunden med sjön via ett 6,5 kilometer brett sund mellan halvöarna Capacha och Chucuito. Medeldjupet i viken är 10 meter.

- Lilla sjön, också känd som Wiñaymarca, belägen i sydöst, nästan avsnörd från huvudsjön av det 1 kilometer breda Tiquinasundet mellan halvöarna Copacabana och Huata. Båda halvöarna är belägna i Bolivia, medan sjön delas mellan Peru och Bolivia.

De viktigaste öarna är Taquile, Amantani och Soti på den peruanska sidan och Titicacaön (även kallad Sol) och Luna på den bolivianska sidan. Namnet 'titicaca' betyder "jaguarens klippa" på aymara. Klippan ligger på Titicacaön och var en helig plats för aymarafolket och senare för inkafolket.

## Naturskydd
Titicacasjön ingår också i våtmarksskyddet enligt Ramsarkonventionen (Konvention om våtmarker av internationell betydelse, i synnerhet såsom livsmiljö för våtmarksfåglar) sedan den 20 januari 1997 med referensnummer 881. Skyddsområdet utökades den 11 september 1998, med referensnummer 959.

## Båttrafik
Det finns internationell båtförbindelse mellan Puno och Huaqi, både med ångfartyg och mindre motorbåtar. På sjön kan också ses de inföddas vassbåtar, kallade totoras.

## Biologi
Ekologiskt sett är området mycket speciellt och ett naturreservat bildades därför 1978 omfattande två områden: Puno (291,5 kvadratkilometer) och Ramis (70,3 kvadratkilometer). Båda områdena är till största delen vassvegetation och har ett rikt fågelliv med cirka 60 olika arter. Den hotade Titicacapaddan är ett groddjur som är endemisk för sjön.
Den typiska vegetationen består av 4 meter hög totoravass (Scyrpus totora; quechua: tutura).
Sjön lider för närvarande av kraftig tillväxt av guama, en vattenväxt med långa rötter som har invaderat sjön.